# 大罗马尼亚

大罗马尼亚（羅馬尼亞語：România Mare）一般指的是罗马尼亚在一战结束后到二战爆发前的战间期时羅馬尼亞王國的领土范围。这一时期罗马尼亚达到了历史上的极盛疆域（295,649平方公里）。与今日的罗马尼亚相比，大罗马尼亚多出了北布科维纳、南多布罗加和比萨拉比亚（含今摩爾多瓦）这些地区。

## 名稱和含義
這一概念在羅馬尼亞語的名稱是。這一概念常用來指第一次世界大戰之後，羅馬尼亞王國的領土包含了所有羅馬尼亞人占多數派的地區，與之前不含特蘭西瓦尼亞及比薩拉比亞、布科維納的羅馬尼亞領土形成對比。另一個羅馬尼亞語詞彙與「大羅馬尼亞」意思相同，有「再統一的羅馬尼亞」之意。大羅馬尼亞也有羅馬尼亞應有領土之意，湯姆·加拉格認為這一概念具有「羅馬尼亞民族主義的聖杯」的地位。
在維也納仲裁裁決和蘇德互不侵犯條約中，羅馬尼亞領土中的特蘭西瓦尼亞北部地區被割讓給匈牙利，比薩拉比亞和北布科維納被蘇聯占領。1940年之後，這一概念開始帶有收復失地和民族統一主義的色彩。
目前，這一詞彙已經成為一個民族主義詞彙，多指民族統一主義下的大羅馬尼亞，旨在收复在第二次世界大戰中羅馬尼亞被蘇聯奪取的摩爾多瓦及烏克蘭統治的比薩拉比亞及和布科維納地區。

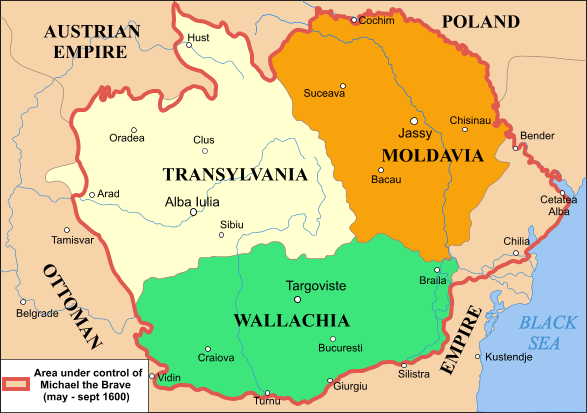
勇敢的米哈伊統治下的羅馬尼亞三個公國和被統一的地區
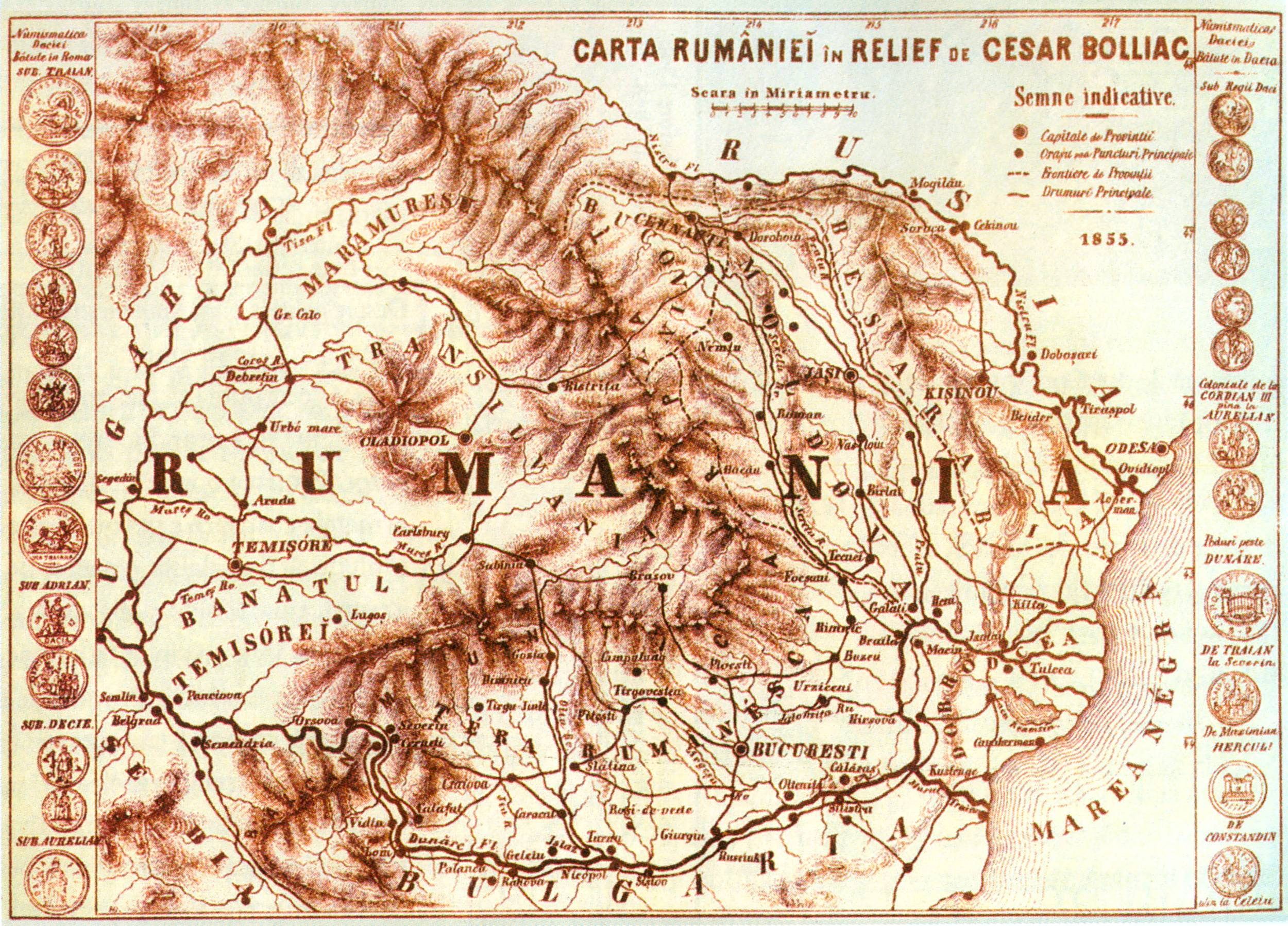
1855年激進派政治家Cezar Bolliac所構想的羅馬尼亞
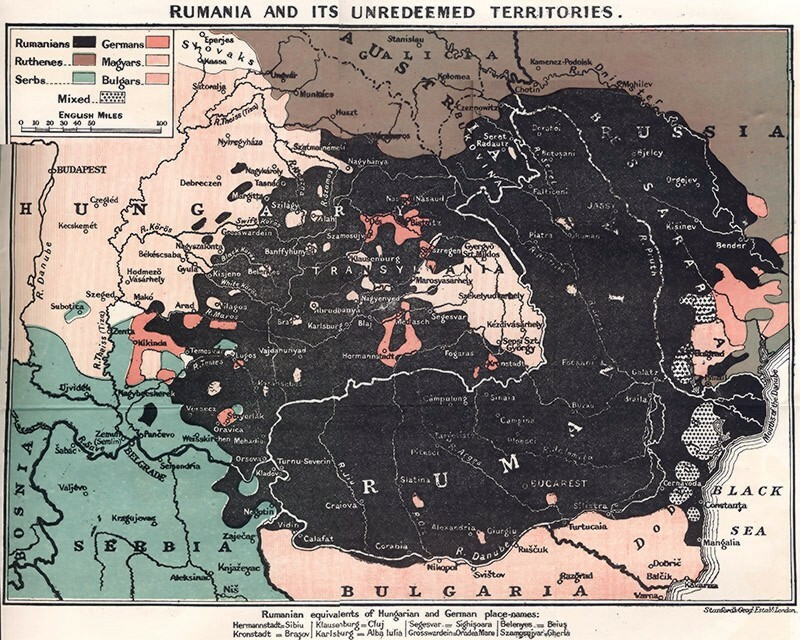
1918年領土獲得以前的羅馬尼亞人居住地區
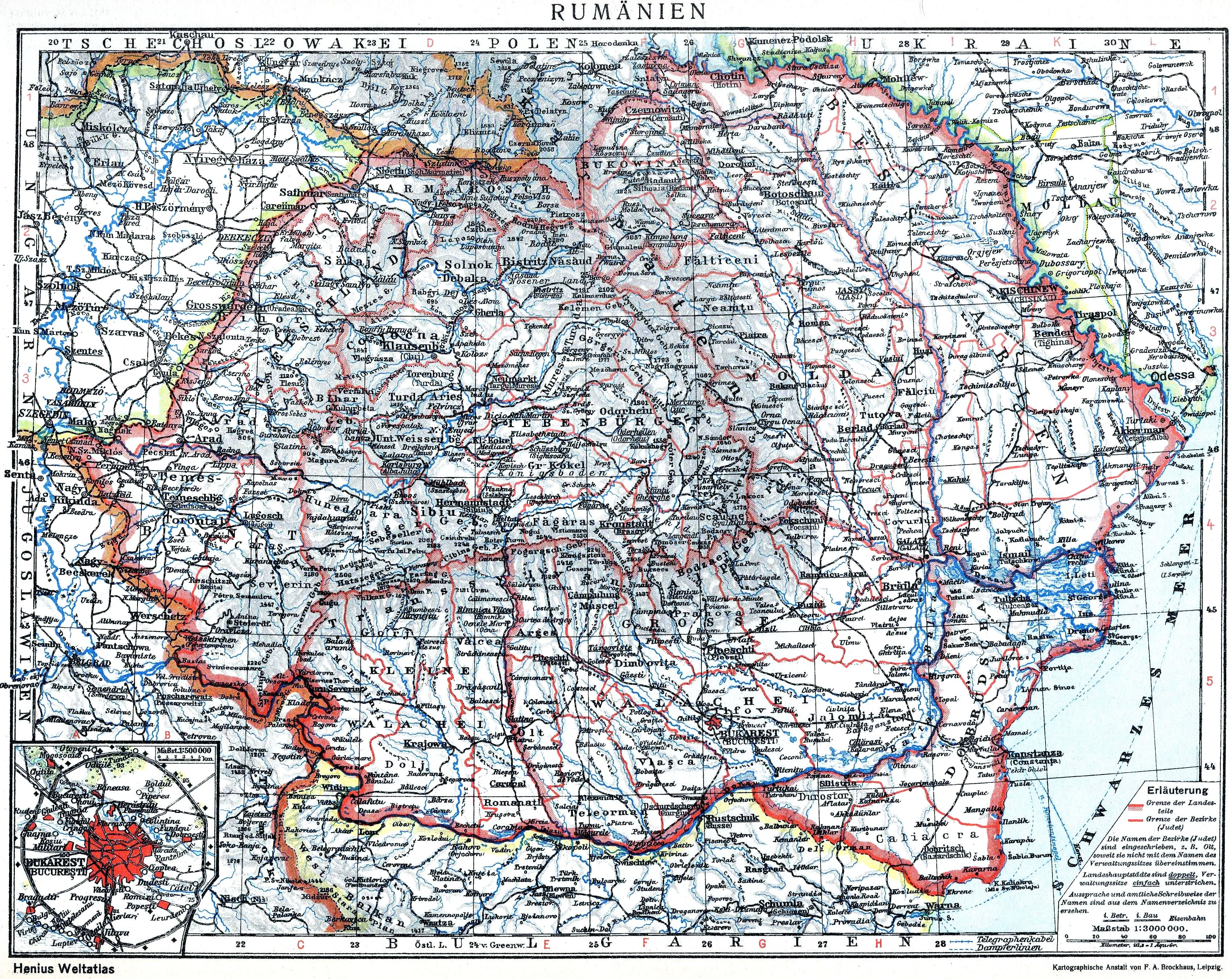
1926年前后的領土和歷史上的大罗马尼亚

## 歷史

1930年的大羅馬尼亞地方行政區劃地圖

1918年，隨著第一次世界大戰的結束，特蘭西瓦尼亞和布科維納、比薩拉比亞與羅馬尼亞王國合併，大羅馬尼亞誕生。

### 和比薩拉比亞及布科維納的合併
在布科維納，當地的議會投票決定和羅馬尼亞合併。雖然羅馬尼亞人、德國人、波蘭人、猶太人議員表示賛成，但烏克蘭人（當時占人口的38%）議員表示反對。而在比薩拉比亞，1917年新設的「國家議會」（Sfatul Ţării）雖然曾宣告獨立，但受1918年1月俄羅斯軍隊解體及撤退的影響，當地秩序陷入混亂。羅馬尼亞軍隊為從掀起俄羅斯革命的布爾什維克手中維護比薩拉比亞秩序而佔領了這一地區。1918年1月24日，比薩拉比亞從俄羅斯宣告獨立。之後，羅馬尼亞人掌握多數的「國家議會」在1918年4月9日提出的與羅馬尼亞合併的議案，148名議員中賛成86票、反對3票、棄權36票（多為少数民族，佔当時人口的約半數）、13票缺席，議案通過。

### 合併特蘭西瓦尼亞及巴納特
剩下的最後還未收回的地區特蘭西瓦尼亞在1918年12月，阿爾巴尤利亞的羅馬尼亞系議員發表「統一宣言」，宣佈與羅馬尼亞合併。一個月后該市的薩克森系議員的投票也支持了這一決定。占特蘭西瓦尼亞人口約32%的匈牙利語使用者（除了匈牙利人之外，還有很多猶太人社區也使用匈牙利語）以及巴納特的德國系居民認為，代表自己的政府是匈牙利的布達佩斯政府，在奧匈帝國崩潰時并沒有選出自己民族的議員。

### 戰間期
羅馬尼亞與特蘭西瓦尼亞的馬拉穆列什（Maramureş）、克里沙納（Crişana）、巴納特（Banat）的統一隨著1920年特里亞農條約的批准，羅馬尼亞正式被承認擁有這些地區的主權，成為獨立國家的匈牙利與羅馬尼亞劃定了新的國境線。布科維納和比薩拉比亞合併入羅馬尼亞一事則在1920年的凡爾賽條約中得到承認。此外在1913年，作為第二次巴爾幹戰爭的結果，羅馬尼亞從保加利亞獲得南多布羅加（Cadrilater）。
羅馬尼亞在1918年至1940年期間都維持了這一領土。不過在1940年，比薩拉比亞和北布科維納因蘇德互不侵犯條約的簽訂而被蘇聯佔領，北特蘭西瓦尼亞也因維也納仲裁裁決割讓給匈牙利，並且根據克拉西瓦協定，南多布羅加也割讓給了保加利亞。第二次世界大戰中，羅馬尼亞加入軸心國，對蘇聯展開進攻，收復了比薩拉比亞，甚至一度攻入蘇聯境內，但因軸心國的戰敗未能最終獲得這些地區。
戰爭結束后，羅馬尼亞雖然再次獲得了割讓給匈牙利的特蘭西瓦尼亞北部，但割讓給保加利亞及蘇聯的領土卻未能收回。並且在1948年，蘇聯和當時被蘇聯佔領處在共產主義體制下的羅馬尼亞簽訂協定，羅馬尼亞將多瑙河三角洲及黑海的四個無人島（蛇島等）割讓給蘇聯。

## 外部連結
- Video with the redrawing of the borders after the First World War（页面存档备份，存于）